# Economische structuur
Een economische structuur betreft de min of meer duurzame grondslagen van de economie van een land of regio. Het gaat in het bijzonder om die economische factoren die:
- bepalend zijn voor de mogelijkheden van zo'n economie om goederen en diensten tegen concurrerende prijzen op de markt te brengen, de aanbodzijde
- op de korte en middellange termijn als constant kunnen worden beschouwd en dus weinig zullen veranderen.

De economische structuur bepaalt in belangrijke mate of een land veel of weinig goederen en diensten kan voortbrengen.
Belangrijke economische grootheden die de economische structuur bepalen:
1. het fysieke milieu, zowel de natuur – klimaat, bodemkwaliteit – en geografische ligging als de aanwezige natuurlijke grondstoffen en andere natuurlijke hulpbronnen
2. de omvang en de kwaliteit van de beroepsbevolking, zoals scholingsgraad, vaardigheden, werkethos, ondernemingszin, bereidheid om te verhuizen voor het werk
3. de omvang en samenstelling van de kapitaalgoederen-voorraad, naast machines, bedrijfspanden en transportmiddelen bijvoorbeeld ook de mate waarin de modernste voorhanden techniek wordt ingezet, en de omvang en kwaliteit van de infrastructuur
4. de economische orde, de manier waarop een economie is geordend en ingericht
5. de productiestructuur, de omvang en samenstelling van de vier economische sectoren en hun onderlinge verhouding.